# Käppi m/1880

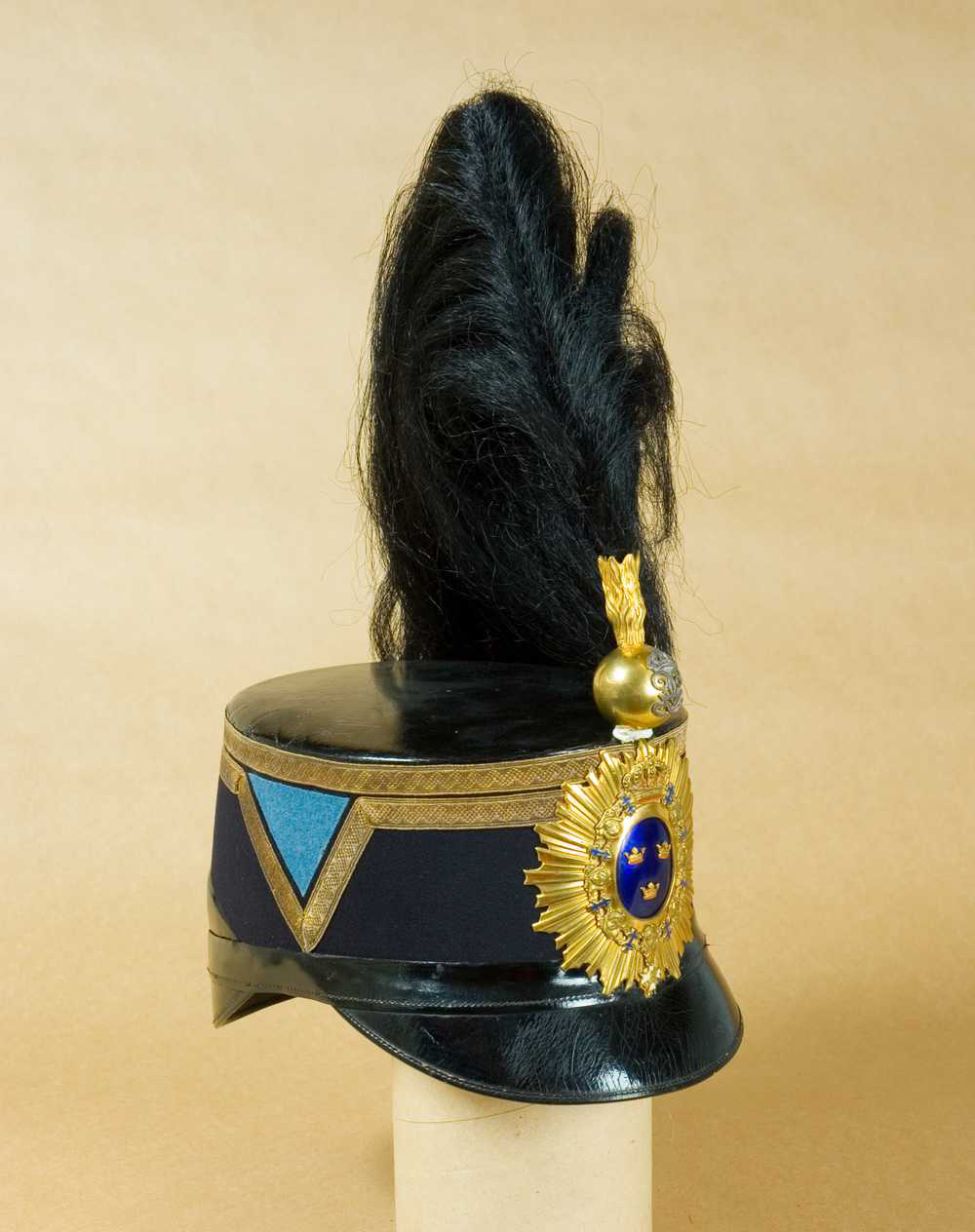
Käppi m/1880 för officer vid Svea artilleriregemente (A 1), stor parad med plym.

Käppi m/1880 var en huvudbonad som användes av artilleriet inom försvarsmakten (dåvarande krigsmakten).

## Utseende
Denna käppi var tillverkad i mörkblått kläde med guldgaloner runt kullen. På käppins framsida bars en guldfärgad vapenplåt som för officerare även var blåemaljerad. Längst fram på mössan fanns även en förgylld pompong m/1880 (senare pompong m/1880-1908) med plymhållare i form av en eldsflamma.
På sidan finns en triangelformad tygbit med olika färger beroende på vilket regemente man tillhörde. Denna färg återfinns även på kragen på attilan. För manskap fanns även numret på det batteri man tillhörde.Regementenas färger 
|  | Mellanblå | A 1 | Första Svea artilleriregemente |
|  | Gul       | A 2 | Första Göta artilleriregemente |
|  | Vit       | A 3 | Wendes artilleriregemente      |
|  | Orangegul | A 4 | Norrlands artilleriregemente   |
|  | Granatröd | A 5 | Andra Svea artilleriregemente  |
|  | Högröd    | A 6 | Andra Göta artilleriregemente  |
|  | Grön      | A 7 | Gotlands artillerikår          |
|  | Mörkblå   | A 8 | Vaxholms artillerikår          |
|  | Mörkblå   | A 9 | Karlsborgs artillerikår        |

## Användning
Denna mössa var enbart avsedd för artilleriet samt övriga vakter och ordonnanser på befälhavarens order. Vid stor parad bar man även en plym av svart tagel. Användes med attila m/1872 (manskap) eller attila m/1873 (officerare) samt långbyxor m/1872 eller ridbyxor m/1872.
Idag används käppin för Göta artilleriregemente bland annat av militärhistoriska föreningen Artilleriavdelningen i Göteborg.

## Fotografier

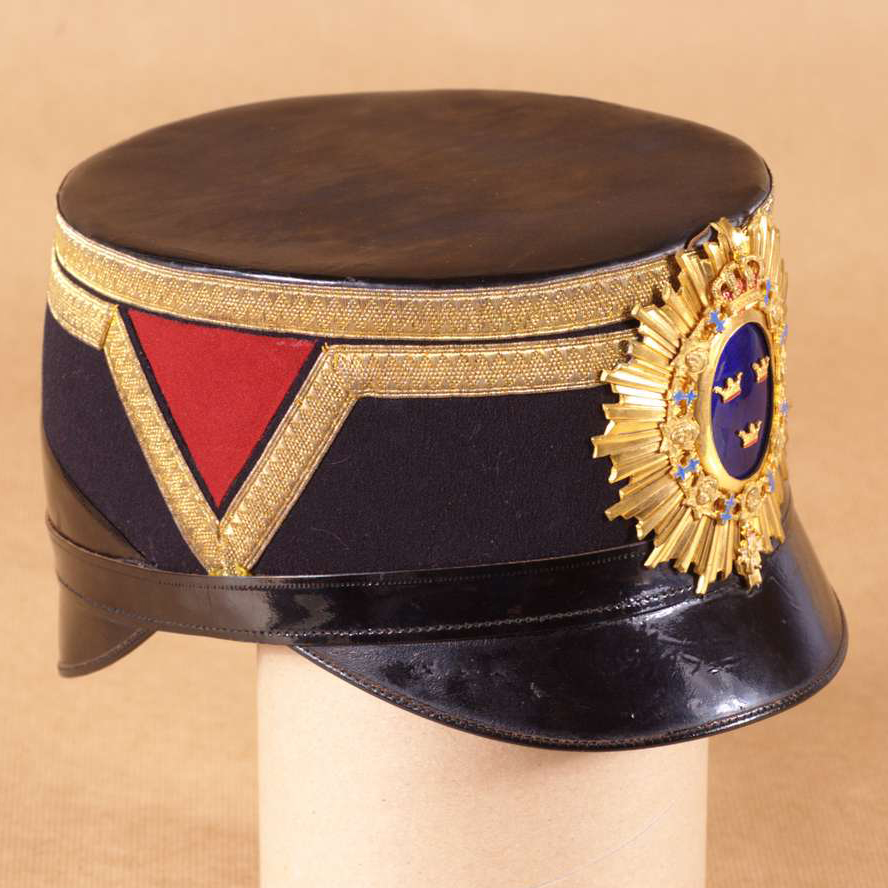
Käppi m/1880 för officer vid Andra Svea artilleriregemente (A 5), utan pompong.
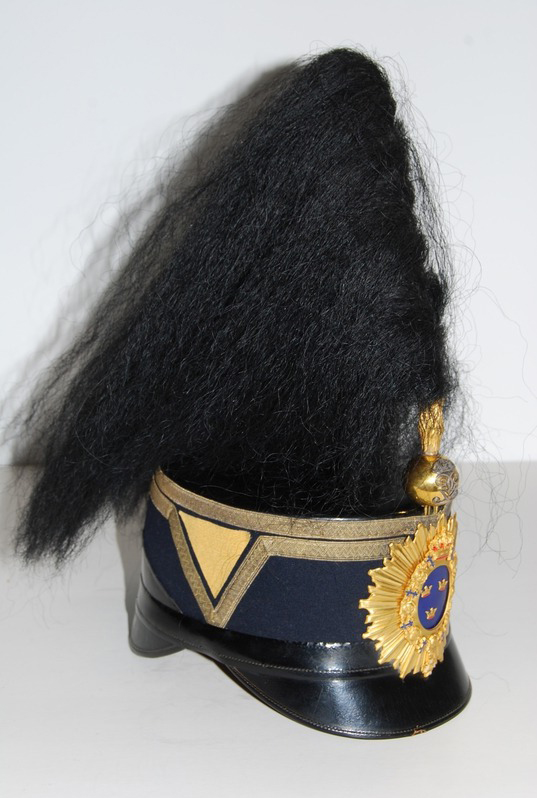
Käppi m/1880 för officer vid Göta artilleriregemente (A 2), stor parad med plym.
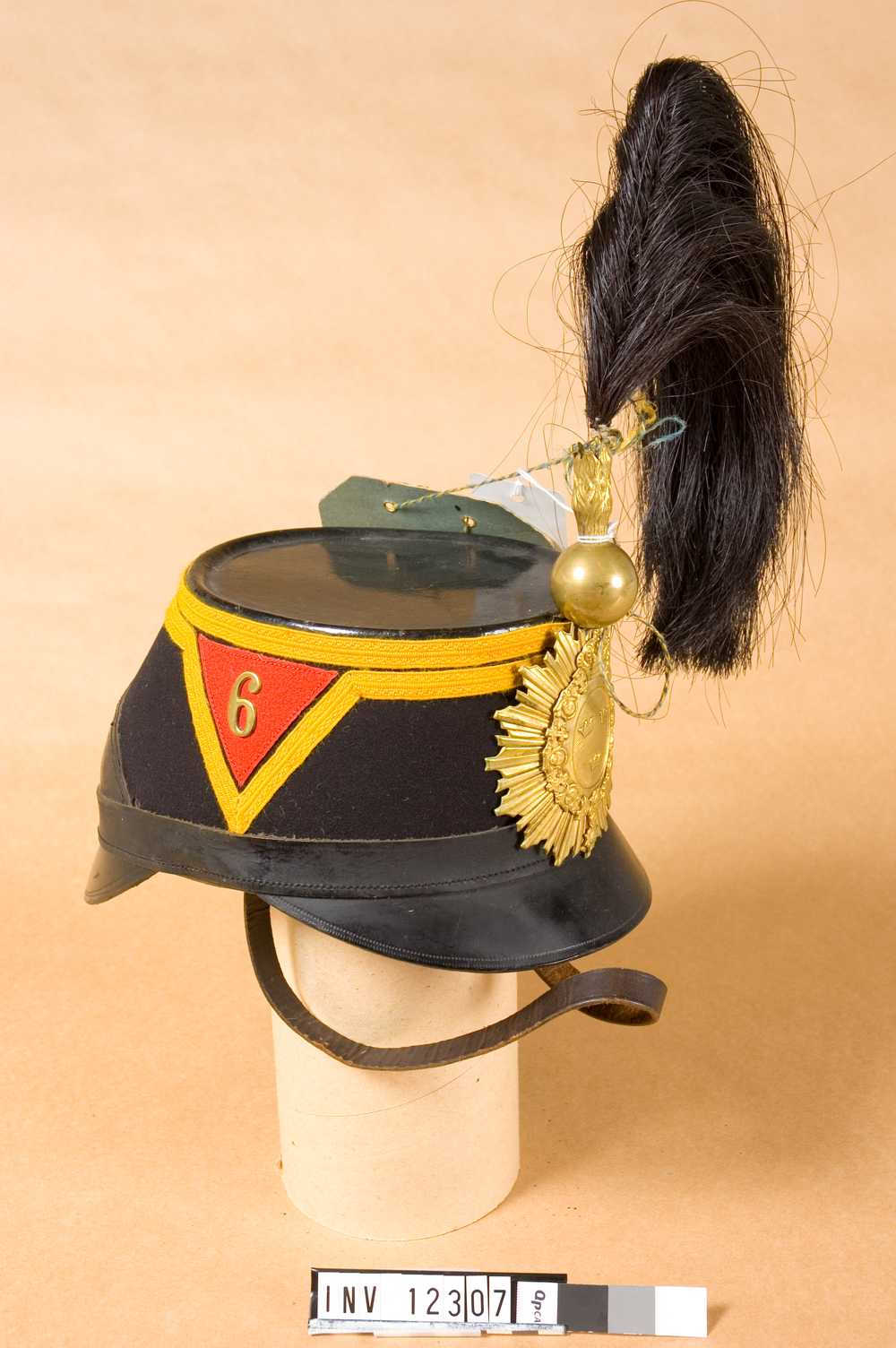
Käppi m/1880 för manskap vid Smålands artilleriregemente (A 6), sjätte batteriet, stor parad med plym.
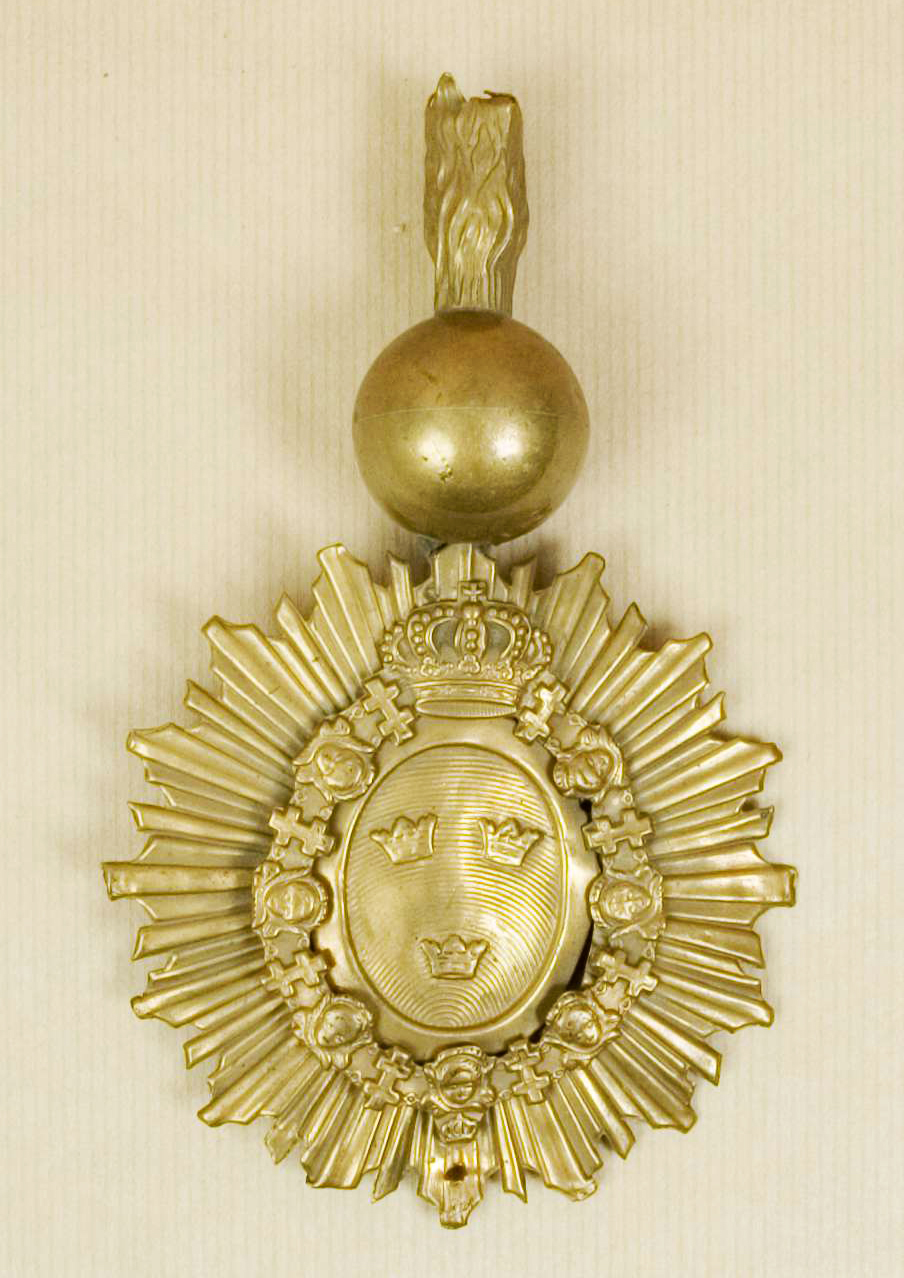
Vapenplåt till käppi m/1880 för manskap vid artilleriet.
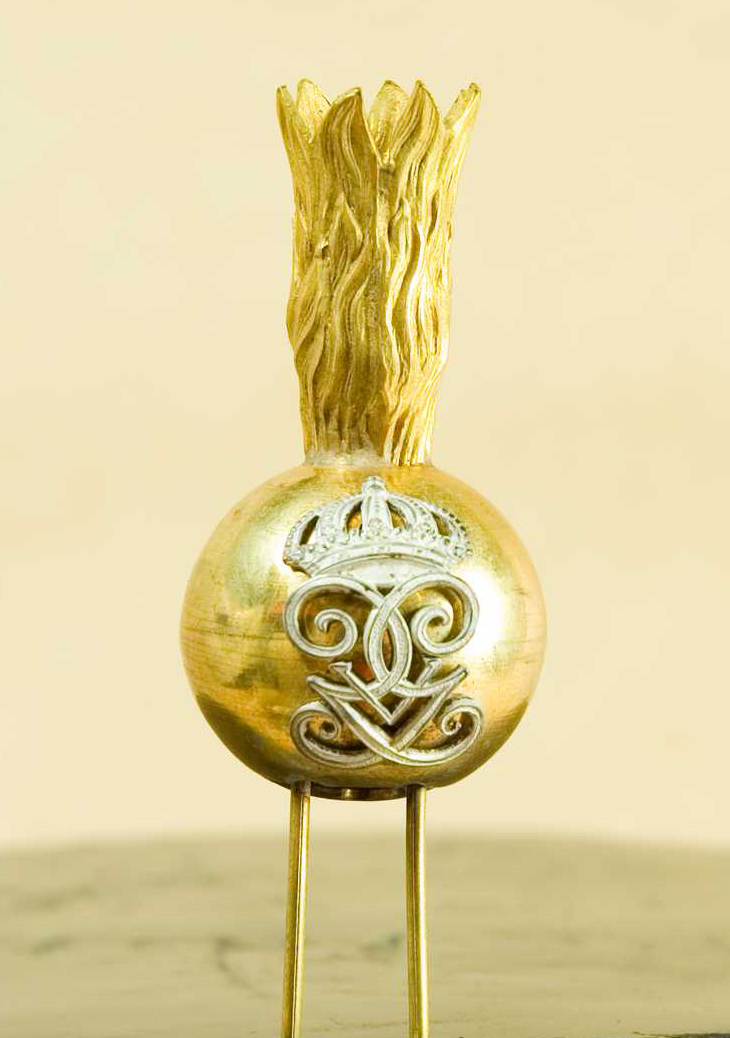
Pompong m/1880-1908 med Gustaf V:s monogram till käppi m/1880.

### Webbkällor
1. ↑  Hogman, Hans. ”Militaria”. Artilleriets uniformer. Arkiverad från originalet den 9 mars 2013. https://web.archive.org/web/20130309133404/http://www.algonet.se/~hogman/uniformer_armen_18.htm#Artilleriet_1840. Läst 21 september 2012.